# Précigné
Précigné – miejscowość i gmina we Francji, w regionie Kraj Loary, w departamencie Sarthe.
Według danych na rok 1990 gminę zamieszkiwało 2 299 osób, a gęstość zaludnienia wynosiła 40 osób/km² (wśród 1504 gmin Kraju Loary, Précigné plasuje się na 241. miejscu pod względem liczby ludności, natomiast pod względem powierzchni na miejscu 48.).

## Współpraca
- Wewelsburg, Niemcy